# Europeiska solidaritetskåren
Europeiska solidaritetskåren (engelska: European Solidarity Corps, ESC), tidigare europeiska frivilligkåren för humanitärt bistånd (engelska: European Voluntary Humanitarian Aid Corps), är ett utbytes- och volontärprojekt som erbjuder ungdomar möjligheten att ägna sig åt solidaritetsverksamhet runt om i Europa och världen. Den är öppen för personer mellan 18 och 31 år.
Möjligheten till att inrätta en europeisk solidaritetskår infördes genom Lissabonfördraget, som trädde i kraft den 1 december 2009. Det var dock först 2018 som Europaparlamentet och Europeiska unionens råd, på förslag av Europeiska kommissionen, beslutade att införa den. En förordning om inrättandet av den europeiska solidaritetskåren trädde i kraft den 3 oktober 2018. 2021 antogs en ny förordning.